# Gare d'Okitsu
La gare d'Okitsu (興津駅, Okitsu-eki) est une gare ferroviaire de la ville de Shizuoka au Japon. Elle est située dans l'arrondissement de Shimizu. La gare est exploitée par la JR Central.

## Situation ferroviaire
La gare d'Okitsu est située au point kilométrique (PK) 164,3 de la ligne principale Tōkaidō.

## Histoire
La gare d'Okitsu a été inaugurée le 1er février 1889.

## Service des voyageurs

### Accueil
La gare dispose d'un bâtiment voyageurs, avec guichets, ouvert tous les jours.

### Desserte
- Ligne principale Tōkaidō :
  - voies 1 et 3 : direction Shizuoka et Hamamatsu
  - voies 2 et 3 : direction Fuji, Numazu et Atami

Installations de la gare
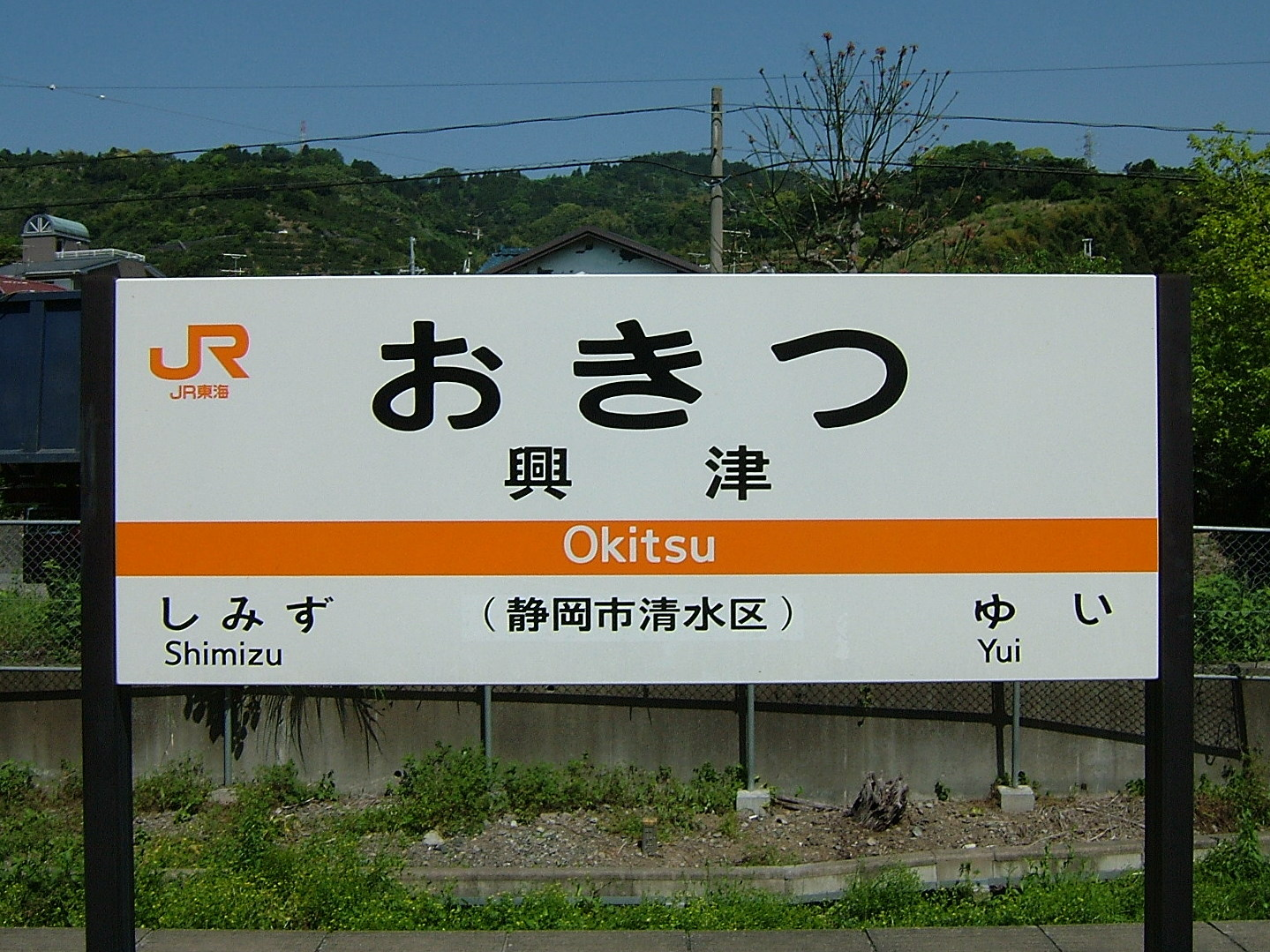
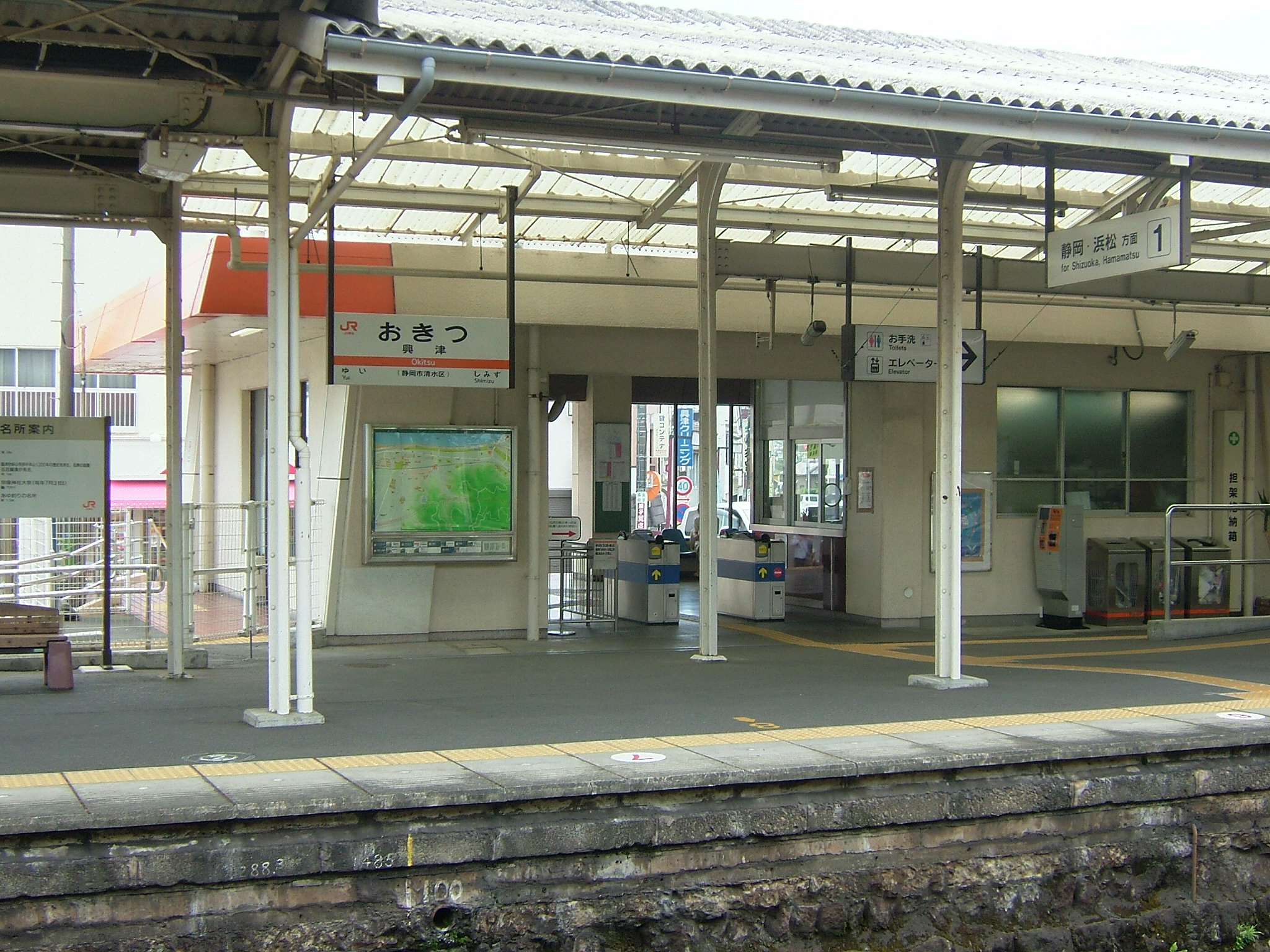
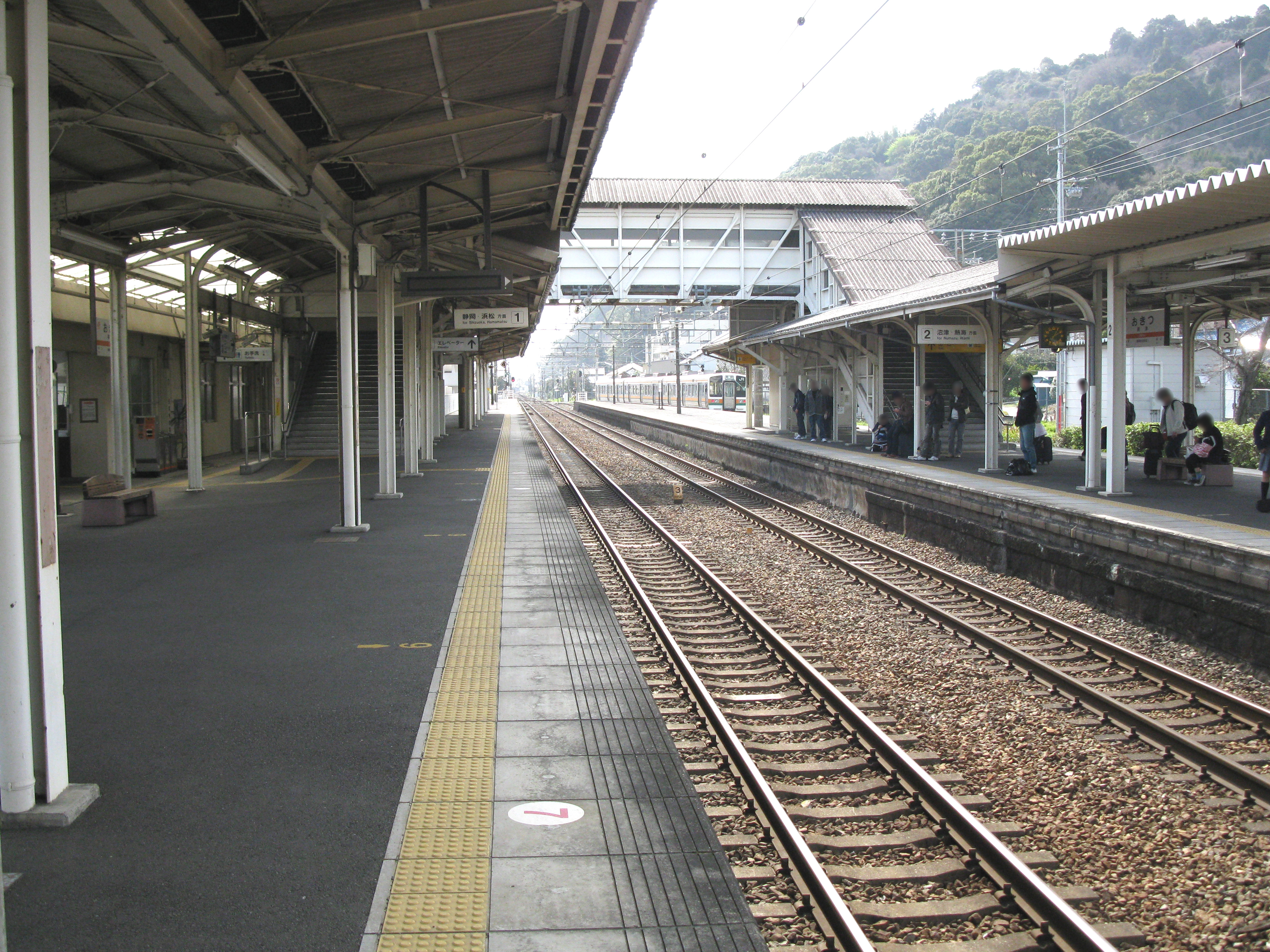